# Guy Périllat
Guy Périllat Merceroz (ur. 24 lutego 1940 w Annecy) – francuski narciarz alpejski, dwukrotny medalista olimpijski oraz sześciokrotny medalista mistrzostw świata.

## Kariera
Pierwszy sukces w karierze Guy Périllat osiągnął w 1958 roku, kiedy wygrał slalom podczas zawodów Critérium de la première neige w Val d’Isère. Wynik ten powtórzył w dwóch kolejnych latach, w 1959 roku wygrywając także zjazd oraz slalom gigant. W 1960 roku wystartował na igrzyskach olimpijskich w Squaw Valley, zdobywając brązowy medal w zjeździe. W zawodach tych wyprzedzili go jedynie jego rodak Jean Vuarnet oraz Hans-Peter Lanig ze Wspólnej Reprezentacji Niemiec. Na tych samych igrzyskach Francuz zajmował szóstą pozycję w slalomie i slalomie gigancie. Igrzyska w Squaw Valley były równocześnie mistrzostwami świata, jednak kombinację rozgrywano tylko w ramach drugiej z tych imprez. W tej konkurencji Périllat zdobył złoty medal, wyprzedzając bezpośrednio kolejnego Francuza, Charlesa Bozona oraz Laniga. W 1961 roku odnosił zwycięstwa w zawodach Arlberg-Kandahar w kombinacji w Mürren, w zjeździe i kombinacji w zawodach Lauberhornrennen w Wengen oraz w zawodach Hahnenkammrennen w Kitzbühel.
W 1962 roku brał udział w mistrzostwach świata w Chamonix, gdzie zdobył srebrny medal w slalomie. Rozdzielił wtedy na podium Charlesa Bozona i Austriaka Gerharda Nenninga. Na tych samych mistrzostwach zajął również szóste miejsce w zjeździe. Rok później wygrał slalom i kombinację na zawodach Lauberhornrennen oraz slalom w Megève, a w lutym w 1964 roku startował na igrzyskach olimpijskich w Innsbrucku. Nie zdobył tam medalu, najlepszy wynik osiągając w zjeździe, który ukończył na szóstej pozycji. Zajął tam ponadto dziesiąte miejsce w gigancie, dwunaste w slalomie, a w rozgrywanej w ramach mistrzostw świata kombinacji był piąty. W 1965 roku ponownie wygrał slalom na zawodach Lauberhornrennen, a rok później zdobył dwa medale podczas mistrzostw świata w Portillo. W zjeździe okazał się tam najlepszy, wyprzedzając rodaka, Georgesa Mauduita o 0,51 s i Karla Schranza z Austrii o 0,98 s. Cztery dni później był drugi w slalomie, za Włochem Carlo Senonerem, a przed Louisem Jauffretem z Francji. W 1966 roku odniósł także swój ostatni triumf w zawodach Lauberhornrennen, ponownie wygrywając slalom.
Debiut w zawodach Pucharu Świata zanotował 5 stycznia 1967 roku w Berchtesgaden, zajmując szóste miejsce w slalomie. Tym samym już w swoim debiucie zdobył pierwsze pucharowe punkty. Były to równocześnie pierwsze w historii zawody tego cyklu. Nieco ponad trzy tygodnie później, 29 stycznia w Megève po raz pierwszy stanął na podium zawodów PŚ, od razu wygrywając slalom. W kolejnych zawodach jeszcze trzykrotnie stawał na podium: 5 lutego w Madonna di Campiglio wygrał slalom, 3 marca w Sestriere był trzeci w zjeździe, a tydzień później we Franconii w tej samej konkurencji był drugi. W klasyfikacji generalnej zajął ostatecznie trzecie miejsce, wyprzedzili go jedynie Francuz Jean-Claude Killy oraz Austriak Heinrich Messner. W sezonie 1966/1967 był też ponadto drugi w klasyfikacjach zjazdu i slalomu, obie wygrał Killy. W sezonie 1967/1968 trzykrotnie stawał na podium, ale nie odniósł zwycięstwa. W pierwszej trójce znalazł się 24 lutego 1968 roku w Chamonix w zjeździe oraz 10 marca w Méribel i 31 marca 1968 roku w Rossland w gigancie, we wszystkich przypadkach zajmując trzecie miejsce. W klasyfikacji generalnej był piąty, w zjeździe czwarty, a w gigancie szósty. W lutym 1968 roku wystąpił na igrzyskach olimpijskich w Grenoble, zdobywając srebro w zjeździe. Lepszy w tych zawodach okazał się tylko Killy, a trzecie miejsce zajął Jean-Daniel Dätwyler ze Szwajcarii. Trzy dni później był czwarty w gigancie, przegrywając walkę o podium z Messnerem o 0,23 s. Brał także udział w slalomie, ale nie awansował do finału.
Sezon 1968/1969 nie przyniósł mu sukcesów w zawodach Pucharu Świata. Ani razu nie stanął na podium, jego najlepszym wynikiem było piąte miejsce w zjeździe wywalczone 18 stycznia 1969 roku w Kitzbühel. Sezon zakończył na 30. pozycji w klasyfikacji generalnej. Poza zawodami pucharowymi Perillat wygrał jeszcze kombinację na zawodach Arlberg-Kandahar w Chamonix w 1968 roku oraz kombinację w zawodach Hahnenkammrennen w 1969 roku. Na arenie krajowej ośmiokrotnie zdobywał tytuł mistrza Francji: w zjeździe w 1967 roku, w slalomie w latach 1962, 1966 i 1967, w gigancie w latach 1962 i 1966 oraz w kombinacji w latach 1966 i1 967. W 1969 roku zakończył karierę.

## Osiągnięcia

### Igrzyska olimpijskie
| Miejsce | Dzień       | Rok  | Miejscowość  | Konkurencja | Czas biegu | Strata | Zwycięzca         |
| ------- | ----------- | ---- | ------------ | ----------- | ---------- | ------ | ----------------- |
| 6.      | 21 lutego   | 1960 | Squaw Valley | Gigant      | 1:48,3     | +2,4   | Roger Staub       |
| 3.      | 22 lutego   | 1960 | Squaw Valley | Zjazd       | 2:06,0     | +0,9   | Jean Vuarnet      |
| 6.      | 24 lutego   | 1960 | Squaw Valley | Slalom      | 2:08,9     | +2,9   | Ernst Hinterseer  |
| 6.      | 31 stycznia | 1964 | Innsbruck    | Zjazd       | 2:18,16    | +1,63  | Egon Zimmermann   |
| 10.     | 2 lutego    | 1964 | Innsbruck    | Gigant      | 1:46,71    | +4,04  | François Bonlieu  |
| 12.     | 8 lutego    | 1964 | Innsbruck    | Slalom      | 2:11,13    | +5,20  | Josef Stiegler    |
| 2.      | 9 lutego    | 1968 | Grenoble     | Zjazd       | 1:59,85    | +0,08  | Jean-Claude Killy |
| 4.      | 12 lutego   | 1968 | Grenoble     | Gigant      | 3:29,28    | +2,78  | Jean-Claude Killy |
| DNF     | 17 lutego   | 1968 | Grenoble     | Slalom      | 1:39,73    | -      | Jean-Claude Killy |

### Mistrzostwa świata
| Miejsce | Dzień       | Rok  | Miejscowość  | Konkurencja | Czas biegu | Strata      | Zwycięzca         |
| ------- | ----------- | ---- | ------------ | ----------- | ---------- | ----------- | ----------------- |
| 6.      | 21 lutego   | 1960 | Squaw Valley | Gigant      | 1:48,3     | +2,4        | Roger Staub       |
| 3.      | 22 lutego   | 1960 | Squaw Valley | Zjazd       | 2:06,0     | +0,9        | Jean Vuarnet      |
| 6.      | 24 lutego   | 1960 | Squaw Valley | Slalom      | 2:08,9     | +2,9        | Ernst Hinterseer  |
| 1.      | 24 lutego   | 1960 | Squaw Valley | Kombinacja  | 3,98 pkt   | -           | -                 |
| 2.      | 12 lutego   | 1962 | Chamonix     | Slalom      | 2:21,67    | +1,40       | Charles Bozon     |
| DSQ     | 15 lutego   | 1962 | Chamonix     | Gigant      | 1:38,97    | -           | Egon Zimmermann   |
| 6.      | 18 lutego   | 1962 | Chamonix     | Zjazd       | 2:24,33    | +2,13       | Karl Schranz      |
| 6.      | 31 stycznia | 1964 | Innsbruck    | Zjazd       | 2:18,16    | +1,63       | Egon Zimmermann   |
| 10.     | 2 lutego    | 1964 | Innsbruck    | Gigant      | 1:46,71    | +4,04       | François Bonlieu  |
| 12.     | 8 lutego    | 1964 | Innsbruck    | Slalom      | 2:11,13    | +5,20       | Josef Stiegler    |
| 5.      | 8 lutego    | 1964 | Innsbruck    | Kombinacja  | 33,99 pkt  | +75,57 pkt  | Ludwig Leitner    |
| 63.     | 7 sierpnia  | 1966 | Portillo     | Zjazd       | 1:34,40    | +20,16      | Jean-Claude Killy |
| 1.      | 10 sierpnia | 1966 | Portillo     | Gigant      | 3:19,42    | -           | -                 |
| 2.      | 14 sierpnia | 1966 | Portillo     | Slalom      | 1:41,56    | +0,69       | Carlo Senoner     |
| 14.     | 14 sierpnia | 1966 | Portillo     | Kombinacja  | 20,92 pkt  | +100,87 pkt | Jean-Claude Killy |
| 2.      | 9 lutego    | 1968 | Grenoble     | Zjazd       | 1:59,85    | +0,08       | Jean-Claude Killy |
| 4.      | 12 lutego   | 1968 | Grenoble     | Gigant      | 3:29,28    | +2,78       | Jean-Claude Killy |
| DNF     | 17 lutego   | 1968 | Grenoble     | Slalom      | 1:39,73    | -           | Jean-Claude Killy |

### Puchar Świata

#### Miejsca w klasyfikacji generalnej
- sezon 1966/1967: 3.
- sezon 1967/1968: 5.
- sezon 1968/1969: 30.

#### Zwycięstwa w zawodach
1. Megève – 29 stycznia 1967 (slalom)
2. Madonna di Campiglio – 5 lutego 1967 (slalom)

#### Pozostałe miejsca na podium
1. Sestriere – 3 marca 1967 (zjazd) – 3. miejsce
2. Franconia – 10 marca 1967 (zjazd) – 2. miejsce
3. Chamonix – 24 lutego 1968 (zjazd) – 3. miejsce
4. Méribel – 10 marca 1968 (gigant) – 3. miejsce
5. Rossland – 31 marca 1968 (gigant) – 3. miejsce